# Мордочка (фільм, 1990)
Мордочка (рос. Мордашка) — радянський фільм 1990 року, знятий режисером Андріїм Разумовським.

## Сюжет
Гена працює в автосервісі і бачить дорогі машини, що викликає в ньому тягу до гарного життя. Гена — юнак симпатичний до такої міри, що у жінок викликає тремтіння в колінах, а грошей в кишені нуль — червонець займати доводиться. Тоді Гена вирішує поправити свої справи одруженням з розрахунку. Дуже скоро знаходиться і заможна наречена, жінка, «приємна в усіх відношеннях». Її звуть Юля, але вона не здогадується про плани Гени і вірить в щирість його почуттів. Після одруження на ній Гена ніде не працює і продовжує вести розгульний спосіб життя. Але життя підносить свої удари. Чи змінять вони Гену на краще?

## У ролях
- Дмитро Харатьян — Гена, автомеханік-альфонс
- Марія Зубарева — Юля, дружина Гени
- Марина Зудіна — Віра, подруга Гени
- Лія Ахеджакова — Зоя Миколаївна, мама Юлі
- Тетяна Муха — Світлана, подруга Юлі
- Віктор Філіппов — батько Гени
- Леонід Куравльов — один Гени, що працює в автосервісі
- Галина Польських — мама Гени
- Сергій Арцибашев — колишній чоловік Юлі
- Владислав Галкін — Толик, робочий автосервісу
- Сергій Рубан — баскетболіст
- Лариса Полякова — Маша, розкішна незнайомка на дорогій іномарці

## Знімальна група
- Сценарій : Олександр Буравський
- Режисер : Андрій Разумовський
- Оператор : Павло Лебешев, Едуард Гімпель
- Композитор : Ісаак Шварц
- Художник : Сергій Хотимський